# Hungry
Hungry ist eine Fernsehserie aus dem Jahr 2024, erfunden von Zoe Magdalena, unter der Regie von Eline Gehring, produziert von ZDFneo unter dem Label Neoriginal. In sechs Folgen behandelt sie den Therapieprozess der jugendlichen Anorexie-Patientin Ronnie, gespielt von Zoe Magdalena, in einer psychiatrischen Klinik. Neben Ronnies Magersucht werden in der Serie auch Depression, Hypochondrie, Bulimie und Bipolare Störungen behandelt.

## Handlung
Jede Folge beginnt mit einem Statement einer kindlichen Version von Ronnie, die direkt zum Zuschauer spricht. Sie zieht zynisch über Erwachsene her und spricht eine Triggerwarnung über die Inhalte der Serie aus.
Die jugendliche Ronnie wird von ihrer Mutter zunächst gegen ihren Willen in eine psychiatrische Klinik gebracht. Unter ihren Mitpatientinnen sind auch Gina, die im Therapieprozess schon weiter fortgeschritten ist, sowie Melly, die sich der Therapie wo immer möglich verweigert. Nachdem Ronnie bei ihrem ersten Essen in der Klinik große Schwierigkeiten hat, will sie zwei Verwarnungen provozieren, um der Klinik verwiesen zu werden.
Beim Versuch, das tägliche Wiegen zu verweigern, kollabiert sie in einem Schwindelanfall. Eine erste Verwarnung bekommt sie, nachdem sie den Hypochonder Milan in der Bewegungstherapie anfasst und damit eine Panikattacke bei ihm auslöst. Ronnies Therapeutin Jakobsen erklärt ihr, dass sie die Klinik jederzeit verlassen kann, rät ihr aber zur Unterzeichnung eines Therapievertrags. In einem Gespräch mit Gina und der depressiven Esta fasst Ronnie Hoffnung auf ein gesundes Leben. Sie entschuldigt sich bei Milan und unterschreibt den Vertrag.
Mit Ronnies Kooperation macht ihre Therapie Fortschritte und sie freundet sich mit ihren Mitpatienten an, das Essen fällt ihr aber nach wie vor schwer, da sie einen Kontrollverlust fürchtet. Bei einem gemeinsamen Ausflug erleben Gina und Ronnie jedoch das Erfolgserlebnis, Pizza essen zu können. Esta schildert Küssen als euphorischen Kontrollverlust und weckt damit Ronnies Neugier. Ronnie verabredet sich mit dem Mitpatienten Nick im Park und küsst ihn. Er eröffnet ihr durch einen selbstproduzierten Song, dass er bipolar ist. Ronnie verhält sich in der Folge distanzierter zu ihm.
Auf einer Halloweenparty in der Klinik ist die sonst gut gelaunte Gina zunächst launisch, verfällt dann in eine Essattacke und übergibt sich. Sie berichtet, dass sie vor Jahren an Halloween vergewaltigt wurde. Ginas Erfolge beim Essen sind seit langem nicht ohne Erbrechen möglich, und sie bezeichnet die gesamte Therapie als hoffnungslos. Ronnie macht ihr Vorwürfe und zieht sich zurück, wobei sie Nick brüsk zur Seite schiebt. Gina entlässt sich aus der Psychiatrie, und Esta und Nick werfen Ronnie rücksichtsloses Verhalten vor.
Durch ihre guten Beziehungen zu Milan und ihrer Zimmernachbarin Kimmi schöpft Ronnie dennoch Zuversicht und isst beim Mittagessen erstmals eine volle Portion. Daraufhin überkommt sie jedoch eine Panikattacke und sie geht auf die Toilette, um sich zum Erbrechen zu bringen. Die sonst zynische Melly alarmiert Ronnies Freunde, die ihr zur Seite stehen. Melly unternimmt darauf einen Suizidversuch mit Pillen, den sie überlebt. Ronnie eröffnet Jakobsen, dass sie sich zum Erbrechen bringen wollte – nach den strengen Regeln der Klinik eigentlich ein Verweisungsgrund. Jakobsen lobt jedoch Ronnies Ehrlichkeit und kündigt eine interne Beratung an. Die Serie endet im Unwissen über die Entscheidung. Ronnie glaubt trotz der Höhen und Tiefen des Therapieprozesses daran, ihre Anorexie schlussendlich überwinden zu können.

## Veröffentlichung
Alle sechs Folgen der Serie wurden am 3. Dezember 2024 in der ZDFmediathek unter der Marke Neorginials veröffentlicht.

## Rezeption
Laut Marie-Sofia Trautmann in der TAZ ist die Serie „in ihrer ungeschönten Ehrlichkeit rührend und relevant – und ein echter Gewinn im Jugendprogramm der Öffentlich-Rechtlichen“. Die verzerrte Wahrnehmung von Mahlzeiten sei „so gekonnt inszeniert, dass die emotionale Überforderungsreaktion der Patient:innen ins Zentrum des Geschehens rückt“. Der Ton der Serie sei „weder didaktisierend noch pseudojugendlich, sondern authentisch und intelligent“. Positiv hebt sie auch hervor: „Vor allem bedient die Serie nie das große Missverständnis rund um die Therapie psychischer Erkrankungen: Heilung wird in ‚Hungry‘ nicht linear dargestellt und ist kein abschließbares Endziel. Sie ist stattdessen ein tägliches Ringen.“